# Cantó de Saint-Remy-en-Bouzemont-Saint-Genest-et-Isson
El cantó de Saint-Remy-en-Bouzemont-Saint-Genest-et-Isson és un cantó francès del departament del Marne, situat al districte de Vitry-le-François. Té 20 municipis i el cap és Saint-Remy-en-Bouzemont-Saint-Genest-et-Isson.

## Municipis
- Ambrières
- Arrigny
- Arzillières-Neuville
- Blaise-sous-Arzillières
- Brandonvillers
- Châtelraould-Saint-Louvent
- Châtillon-sur-Broué
- Drosnay
- Écollemont
- Giffaumont-Champaubert
- Gigny-Bussy
- Hauteville
- Landricourt
- Lignon
- Margerie-Hancourt
- Outines
- Les Rivières-Henruel
- Saint-Chéron
- Sainte-Marie-du-Lac-Nuisement
- Saint-Remy-en-Bouzemont-Saint-Genest-et-Isson

## Història
| Data d'elecció                           | Identitat           | Partit              | Qualitat |
| ---------------------------------------- | ------------------- | ------------------- | -------- |
| 1945-1967                                | Hector Bouilly      | radical             |          |
| 1967-1979                                | M. de Bouvet        | CD, després UDF-CDS |          |
| 1979-                                    | Jean-Pierre Bouquet | PS                  |          |
| les dades anteriors no són pas conegudes |                     |                     |          |
|                                          |                     |                     |          |

## Demografia
| A partir de 1990: Població sense dobles comptes |